# 바이피리딘

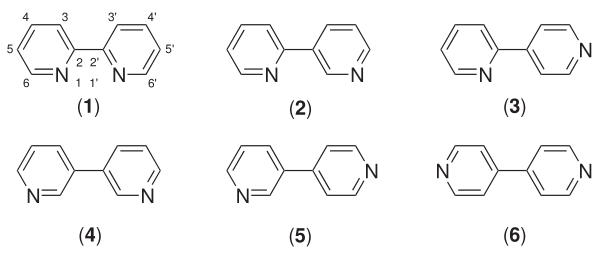
바이피리딘의 이성질체

바이피리딘(Bipyridine)은 비피리딜(bipyridyls), 디피리딜(dipyridyls), 디피리딘(dipyridines)이라고도 알려져있는 두 개의 피리딜 고리로 구성된 화학물이다. (C5H4N)2의 화학식으로 나타낼 수 있다. 피리딘 고리는 대부분의 전이금속과 함께 복합체를 형성하며 벤젠고리 두개와 질소 두개로 이루어진 방향족 화합물이다. 주로 금속에게 시그마(σ) 전자 주개의 역할을 하며 루이스 염기이다.

## 바이피리딘의 여러 가지 이성질체

### 2,2-바이피리딘(2,2"-bipyridine)
2,2-바이피리딘(2,2"-bipyridine)은 전이금속과 착물을 형성하는 킬레이트 리간드이다. 사람들은 이 착물들의 대부분을 광학적 특성을 확인하거나 분석한다. 이 착물들은 전자와 에너지의 전이, 초분자 및 재료화학 그리고 촉매 분석으로 사용된다. 2,2-바이피리딘은 다이쿼트(제초제) 제조에 사용된다.

### 4,4′-바이피리딘(4,4′-bipyridine)
4,4′-바이피리딘(4,4′-bipyridine)은 주로 파라쿼트로 알려진 N,N′-dimethyl-4,4′-bipyridinium의 전구체로 사용된다. 4,4′-바이피리딘의 산화환원 활성은 생물학적 전자 전달 과정을 방해한다. 4,4′-바이피리딘은 구조 때문에 금속과의 착물을 형성한다.

### 3,4′-바이피리딘(3,4′-bipyridine)
3,4′-바이피리딘(3,4′-bipyridine) 유도체인 인암리논(inamrinone)과 밀리논(milrinone)은 울혈성 심부전증의 단기 치료에 사용된다. 그들은 인산화효소를 억제하고, cAMP를 증가시켜, 수축력을 증가시키고 혈관을 확장한다. 인암리논은 혈소판장애를 일으키고 밀리논은 심부전을 일으킨다.